# Secure Attention Key
Une Secure Attention Key (SAK), ou Secure  Attention Sequence (SAS), est une combinaison de touches qui doit être pressée par un utilisateur avant d'accéder à l'écran de login.
La Secure Attention Key a été conçue pour empêcher les attaques par imitation de login.